# Kisarmunkskata
Kisarmunkskata (Philemon kisserensis) är en fågel i familjen honungsfåglar inom ordningen tättingar.

## Utbredning och systematik
Fågeln förekommer i Små Sundaöarna (Kisar, Leti och Moa). Vissa behandlar den som underart till mindre munkskata (P. citreogularis).

## Status
IUCN kategoriserar den som livskraftig.